# Diocèse de Líbano-Honda
Le diocèse de Líbano-Honda (en latin : (en latin : Dioecesis Libana-Hondana ; en espagnol : Diócesis de Líbano-Honda) est un diocèse de l'Église catholique en Colombie, suffragant de l'archidiocèse d'Ibagué.

## Territoire

Il comprend les municipalités d'Ambalema, Armero, Casabianca, Falan, Fresno, Herveo, Honda, Lérida, Líbano, Murillo, Palocabildo, San Sebastián de Mariquita et Villahermosa du département de Tolima.
Il possède un territoire d'une superficie de 3 477 km2 divisé en 30 paroisses. Le siège épiscopal est dans la ville de Líbano où se trouve la cathédrale Notre-Dame-du-Mont-Carmel (es). La cocathédrale Notre-Dame-du-Rosaire est à Honda.

## Historique
Le diocèse est érigé le 8 juillet 1989 par la constitution apostolique Ita iam hosce du pape Jean-Paul II en prenant une partie du territoire de l'archidiocèse d'Ibagué. La ville de Líbano est désignée comme siège épiscopal avec l'église dédiée à Notre-Dame du Mont-Carmel au rang de cathédrale. Mais comme la ville de Honda se distingue par la taille de la  population et par la prospérité de ses industries, l'église de Notre-Dame du Rosaire est élevé au rang de cocathédrale.

## Évêques
- José Luis Serna Alzate, I.M.C (8 juillet 1989 - 12 juillet 2002)
- Rafael Arcadio Bernal Supelano, C.Ss.R (10 janvier 2003 - 28 février 2004)
- José Miguel Gómez Rodríguez (22 novembre 2004 - 23 février 2015), nommé évêque de Facatativá
- José Luis Henao Cadavid, depuis le 17 octobre 2015